# Acomodación (ojo)

La luz procedente de un objeto lejano y otro cercano incide en el mismo punto de la retina gracias al cambio en la curvatura del cristalino.

Se conoce como acomodación al proceso en el que el cristalino permite al ojo enfocar objetos cercanos. Este fenómeno se produce debido a que, en su estado relajado, el ojo está preparado para enfocar objetos lejanos. 
El aumento de potencia se consigue mediante dos formas distintas en los vertebrados.
La primera es un incremento de su espesor y de la curvatura de las superficies del cristalino, gracias a la contracción del músculo ciliar. La segunda es el movimiento del cristalino con respecto a la retina. Esta última es utilizada por los peces.
Existen límites de acomodación de la imagen, por lo cual, incluso con una acomodación máxima del cristalino, la imagen se saldrá de foco, en otras palabras se verá borrosa. La distancia más próxima a la cual se puede ver con claridad un objetivo, con una acomodación completa, se denomina punto cercano.
La capacidad de acomodación ocular va disminuyendo con la edad, aunque sólo se advierte de forma manifiesta a partir de la cuarta o quinta década de la vida, denominándose a esta pérdida de capacidad acomodativa presbicia. El ojo humano infantil tiene un gran poder de acomodación: en edades tempranas puede llegar hasta las 10 dioptrías de acomodación, pudiendo enfocar correctamente hasta un máximo de 10 cm, con valor medio de unos 7 cm. Sin embargo hacia los 40 años, esta capacidad ha disminuido a tan sólo 3 o 4 dioptrías, y continua disminuyendo hasta los 65 años.

## Teorías del mecanismo ocular
- Helmholtz— La teoría de acomodación propuesta por Hermann Von Helmholtz en 1855 es la más popular en la comunidad.[3] Cuando observamos un objeto lejano, el músculo ciliar se relaja y permite que el ligamento suspensorio del cristalino se aplane. La fuente de la tensión es la presión que ejercen los humores vítreo y acuoso hacia el exterior sobre la esclerótica. Al observar un objeto cercano, los músculos ciliares se contraen (resistiendo la presión externa sobre la esclerótica) causando que los ligamentos suspensorios del cristalino se aflojen, lo que permite que el cristalino vuelva a adoptar una forma  gruesa y convexa.
- Schachar— Ronald A. Schachar propuso en 1922 una "bizarra teoría geométrica"[4] que dicta que el enfoque del lente humano está asociado con el incremento de la tensión del lente por medio de las zónulas ecuatoriales; que cuando el músculo ciliar se contrae, la tensión de la zónula ecuatorial incrementa, causando que las superficies centrales del cristalino incrementen su grosor en la zona central (diámetro anteroposterior), y que las superficies periféricas se aplanen. Mientras que la tensión en las zónulas ecuatoriales incrementa durante la acomodación, las zónulas anterior y posterior se relajan simultáneamente. El incremento de tensión zonular ecuatorial mantiene al lente estable y aplana la superficie lente periférico durante la acomodación. Como consecuencia, la gravedad no afecta la amplitud de acomodación y la aberración esférica primaria cambia a una dirección negativa durante el proceso.[5][6]
- Catenary—D. Jackson Coleman propuso que el lente, zónula y vítreo anterior componen un diafragma entre las cámaras anterior y vítrea del ojo. La contracción del músculo ciliar da inicio a un gradiente de presión entre los compartimentos vítreo y acuoso que soportan la forma del lente anterior.[7] Es en esta forma de lente que se produce el estado mecánicamente reproducible  de radio de curvatura pronunciado en el centro del lente, con un ligero aplanamiento de la lente anterior periférica, es decir la forma, en una sección transversa de una caternaria. La cápsula anterior y la zónula crean una forma de trampolín o hamaca que es reproducible dependiendo de las dimensiones circulares, es decir, el diámetro del cuerpo ciliar (músculo de Müeller). El cuerpo ciliar dirige la forma como los pilares de un puente colgante, pero no necesita soportar una fuerza de tracción ecuatorial para aplanar la lente.[8][9]